# Sibut
Sibut är en prefekturhuvudort i Centralafrikanska republiken.   Den ligger i prefekturen Préfecture de la Kémo, i den centrala delen av landet, 160 km norr om huvudstaden Bangui. Sibut ligger 431 meter över havet och antalet invånare är 34 267.
Terrängen runt Sibut är platt. Det finns inga andra samhällen i närheten.
I omgivningarna runt Sibut växer huvudsakligen savannskog. Runt Sibut är det mycket glesbefolkat, med 6 invånare per kvadratkilometer.